# Долгое (озеро, Суоярвский район)
Долгое — пресноводное озеро на территории Суоярвского городского поселения Суоярвского района Республики Карелии.

## Общие сведения
Площадь озера — 1,1 км². Располагается на высоте 139,7 метров над уровнем моря.
Форма озера продолговатая: оно почти на два километра вытянуто с юго-запада на северо-восток. Берега изрезанные, каменисто-песчаные, местами заболоченные.
Из северо-восточной оконечности озера вытекает ручей Питкооя, впадающий с правого берега в реку Шую.
Населённые пункты и автодороги вблизи водоёма отсутствуют.
Код объекта в государственном водном реестре — 01040100111102000016894.